# Schenkenfelden
Schenkenfelden település Ausztriában, Felső-Ausztria tartományban, az Urfahrkörnyéki járásban. Tengerszint feletti magassága 734 méter, területe 25,65 km².

## Fekvése
Schenkenfelden Vyšší Brod, Reichenthal, Waldburg, Hirschbach im Mühlkreis, Ottenschlag im Mühlkreis, Reichenau im Mühlkreis és Bad Leonfelden településekkel határos.

## Népesség
| 2016 | 1 588 |
| 2018 | 1 569 |

## Nevezetes személyek
- Itt született 1664. március 25-én Harruckern János György nagybirtokos.